# Eutélie

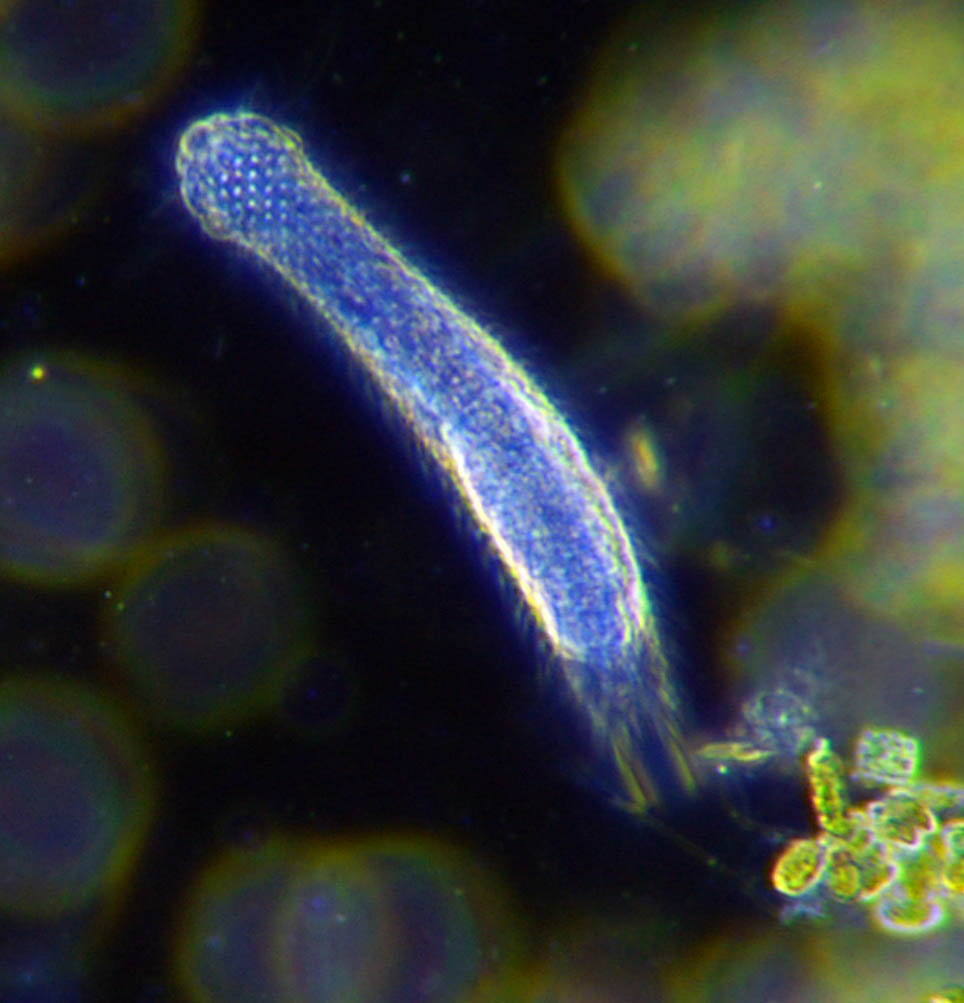
La croissance d'un gastrotricha avec ses cellules visibles sur la surface est du type eutélie.

L’eutélie (le mot dérive du grec τέλος / « telos » : fin, but) désigne un mode de croissance rencontrée entre autres chez les nématodes et les tardigrades. Une fois atteint l'âge adulte, la croissance ne se fait plus par divisions cellulaires (augmentation du nombre de cellules), mais avec un nombre de cellules constant (ces dernières augmentent leur volume pour permettre à l'organisme de grandir).